# Kuchary (przystanek kolejowy)
Kuchary – zlikwidowany kolejowy przystanek osobowy w Kucharach, w gminie Domaniów, w powiecie oławskim, w województwie dolnośląskim, w Polsce. Otwarty w 1935, zamknięty w 1966, zlikwidowany w 1973.